# Omikron Draconis
Omikron Draconis (ο Draconis, förkortad Omikron Dra, ο Dra), som är stjärnans Bayer-beteckning, är en dubbelstjärna i östra delen av stjärnbilden Draken. Den har en genomsnittlig skenbar magnitud på 4,65 och är synlig för blotta ögat där ljusföroreningar ej förekommer. Baserat på parallaxmätning inom Hipparcosuppdraget på ca 9,5 mas, beräknas den befinna sig på ett avstånd av ca 323 ljusår (107 parsek) från solen.

## Egenskaper
Primärstjärnan Omikron Draconis A är en gul till orange jättestjärna av spektralklass G9IIIFe-0.5. Den har en massa som är ca 35 procent större än solens massa, en radie som är ca 25 gånger solens radie och avger ca 220 gånger mer energi än solen från dess fotosfär vid en effektiv temperatur på ca 4 400 K.
Omikron Draconis är en enkelsidig spektroskopisk dubbelstjärna, en RS Canum Venaticorum-variabel (EA/RS). Stjärnan varierar mellan visuell magnitud +4,61 och 4,67 med en period av 138,3 dygn.